# Калчине (Белуно)
Калчине (итал. Calcine) је насеље у Италији у округу Белуно, региону Венето.
Према процени из 2011. у насељу је живело 45 становника. Насеље се налази на надморској висини од 405 м.